# Isadelphus inimicus
Isadelphus inimicus är en stekelart som först beskrevs av Johann Ludwig Christian Gravenhorst 1829.  Isadelphus inimicus ingår i släktet Isadelphus och familjen brokparasitsteklar. Arten är reproducerande i Sverige. Inga underarter finns listade i Catalogue of Life.